# Charinus brescoviti
Espèce
Charinus brescoviti est une espèce d'amblypyges de la famille des Charinidae.

## Distribution
Cette espèce est endémique d'Amazonas au Brésil. Elle se rencontre vers Barcelos.

## Description
La carapace des femelles mesure de 2,0 à 2,3 mm de long sur de 2,8 à 3,0 mm et l'abdomen de 2,6 à 4,0 mm.

## Étymologie
Cette espèce est nommée en l'honneur d'Antonio Domingos Brescovit.

## Publication originale
- Giupponi & Miranda, 2016 : « Eight New Species of Charinus Simon, 1892 (Arachnida: Amblypygi: Charinidae) Endemic for the Brazilian Amazon, with Notes on Their Conservational Status. » PLOS One, vol. 11, no 2, e0148277, p. 1-33.